# Absorbanță
Absorbanța este o mărime fizică care caracterizează fenomenul de absorbție a luminii, făcând referire și la procesul de atenuare (a lumii transmise), ca urmare a absorbției, reflexiei și a altor fenomene optice.
În termeni simpli, absorbanța ({\displaystyle A\,}) se definește ca un raport logaritmic:
{\displaystyle A=-\log _{10}\left({\frac {I}{I_{0}}}\right)}
Unde:
{\displaystyle I\,} este intensitatea luminii cu o lungime de undă specifică {\displaystyle \lambda \ } care a traversat o anumită probă (intensitatea luminii transmise)
{\displaystyle I_{0}\,} este intensitatea luminii înaintea propagării prin probă (intensitatea luminii incidente)
Absorbanța este utilizată frecvent în chimie analitică și biochimie, fiind definită cu ajutorul legii Beer-Lambert. Raportul {\displaystyle {\frac {I}{I_{0}}}} este cunoscut ca transmitanță.